# Acide lacéroïque
L'acide lacéroïque ou acide dotriacontanoïque (nom systématique) est un acide gras saturé à très longue chaîne (C32:0) de formule chimique CH3–(CH2)30–COOH.